# Émission gamma induite

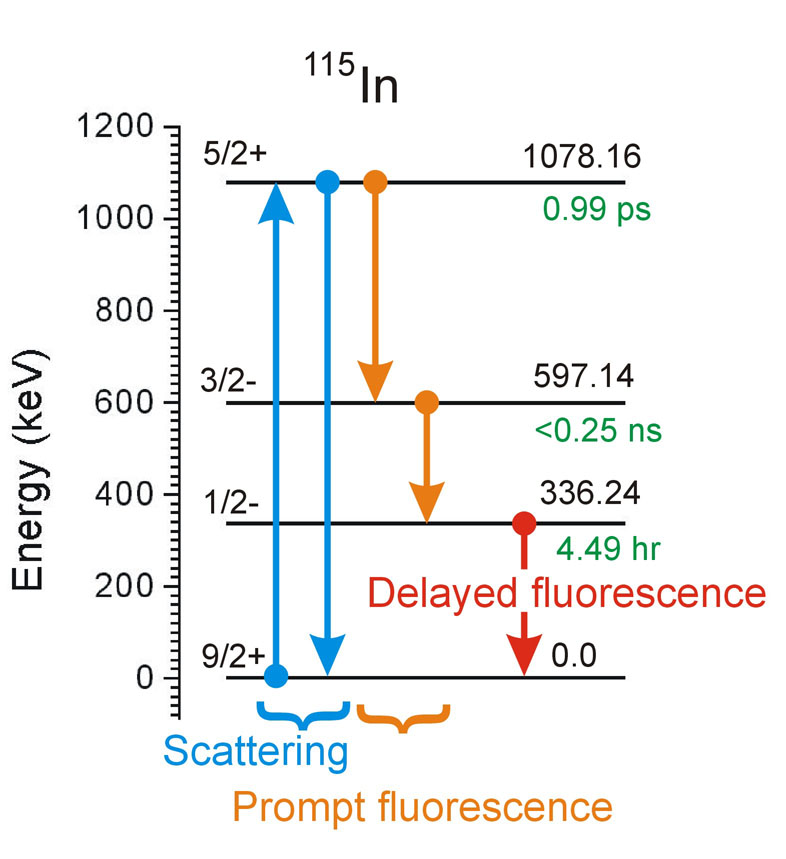
Diagramme avec les niveaux d'énergie concernés et les différents phénomènes pour l'In 115.

L'émission gamma induite est un phénomène physique controversé consistant en l'émission de rayons γ par un isomère nucléaire au cours d'une transition isomérique au sein de son noyau déclenchée par une excitation extérieure, de manière comparable à la fluorescence de certains atomes dont les électrons émettent des rayonnements électromagnétiques après avoir reçu une excitation non thermique.
Notée généralement IGE en référence à sa désignation anglophone « Induced Gamma Emission », l'émission gamma induite recouvre en réalité deux phénomènes distincts :
1. La possibilité d'exciter un noyau atomique X en le soumettant à un flux de photons énergétiques (plusieurs centaines de kiloélectron-volts), ce qu'on peut écrire X(γ,γ')mX ; ce noyau ré-émet par la suite son énergie d'excitation sous forme de rayons γ par relaxation vers son état fondamental.
2. La possibilité de déclencher le retour à l'état fondamental par stimulation extérieure, typiquement un rayonnement X incident, ce qui permettrait de libérer à volonté l'énergie d'excitation des isomères nucléaires ; ceci peut s'écrire mX(γ,γ')X, c'est-à-dire la réaction inverse de la précédente.

Si le premier phénomène est aujourd'hui bien documenté, le second demeure en revanche l'objet d'âpres débats, loin d'être tranchés tant les enjeux concernent des domaines stratégiques : outre la possibilité de stocker l'énergie avec une densité exceptionnelle qui révolutionnerait bon nombre de technologies existantes, cela permettrait également de concevoir de nouvelles armes de destruction massive bien plus compactes et létales que celles actuellement disponibles.
L'IGE concerne a priori tous les isomères nucléaires existants (on en connait environ 800), mais seuls quelques-uns ont une stabilité suffisante pour envisager des applications de ce phénomène : il s'agit en premier lieu de l'hafnium 178m2, intensivement étudié pour ses applications militaires éventuelles, ainsi que du tantale 180m1, seul isomère nucléaire stable connu (sa période radioactive est d'au moins 1015 ans) et présent dans le milieu naturel (il constitue 0,012 % du tantale naturel).
D'autres isomères (zinc 66m, platine 186m, osmium 187m) sont parfois mentionnés.

## Découverte du phénomène
La première observation de l'excitation d'un noyau atomique induite par un rayonnement électromagnétique remonte à 1939, sur de l'indium. La réaction observée montrait la formation de l'isomère 115mIn à partir de l'isotope 115In sous l'effet d'un rayonnement : cet isomère, caractérisé par une énergie d'excitation de 336,24 keV et un spin de 1/2–, revient en effet à son état fondamental avec une période de 4,486 heures, suffisamment longue pour permettre l'observation de cette décroissance dans les conditions opératoires de l'époque.

## La controverse de l'hafnium 178m2
Les applications de l'IGE seraient révolutionnaires s'il était avéré que la cinétique de la transition isomérique vers l'état fondamental pouvait être modulée par application d'un rayonnement. C'est ce qu'aurait observé Carl B. Collins en 1999 avec de l'hafnium 178m2 soumis au rayonnement d'un appareil de radiographie dentaire. Il aurait observé que, dans ce cas, l'hafnium émettrait une bouffée de rayons γ correspondant au retour de ces noyaux à leur état fondamental. Cette expérience n'ayant pu être reproduite par d'autres équipes, ces observations ont rapidement été contestées. Une expérience censée trancher le débat a été conduite en 2003 à l'initiative d'Anthony Tether, alors à la tête de la DARPA, à la suite d'une évaluation économique établissant la viabilité de la production d'hafnium 178m2 en quantité suffisante à des fins militaires — les États-Unis étaient alors en pleine « guerre contre la terreur » à la suite des attentats du 11 septembre 2001. Les résultats de cette expérience, baptisée Triggered Isomer Proof (TRIP), n'ont jamais été rendus publics, mais seraient positifs, selon l'agence.
À ce jour, diverses publications appuient ou infirment le phénomène d'IGE, de telle sorte qu'il demeure difficile de trancher à ce sujet entre un phénomène physique peut-être réel d'une part et, d'autre part, une possible mystification d'un complexe militaro-industriel soucieux de se voir débloquer des crédits.

## Applications possibles
Outre la possibilité théorique de réaliser des armes de destruction massive d'une létalité bien supérieure à celle des armes nucléaires classiques, l'IGE permettrait également de libérer suffisamment de puissance pour amorcer la fusion nucléaire au sein de nouvelles bombes thermonucléaires aux dimensions réduites et dépourvues de matière fissile.
Dans le domaine civil, c'est avant tout du point de vue du stockage de l'énergie que ce type de technologie présenterait un intérêt majeur, les densités énergétiques de ce type de matériaux étant sans commune mesure avec celles actuellement disponibles.